# Fi2 Ceti
Fi2 Ceti (φ2 Cet / 19 Ceti / HD 4813 / HR 235) es una estrella en la constelación de Cetus, el monstruo marino, de magnitud aparente +5,19.
Comparte la denominación de Bayer «Fi» con otras tres estrellas, que no están físicamente relacionadas entre sí.
Es la más próxima a nosotros de las cuatro, ya que se encuentra a 50 años luz del sistema solar.
Fi2 Ceti es una estrella blanco-amarilla de la secuencia principal —catalogada también como posible subgigante— de tipo espectral F7IV-V.
Tiene una temperatura efectiva entre 6139 K y 6271 K, siendo su luminosidad un 74% mayor que la luminosidad solar.
Gira sobre sí misma con una velocidad de rotación igual o mayor de 4,3 km/s.
Su metalicidad —abundancia relativa de elementos más pesados que el helio— es inferior a la solar ([Fe/H] = -0,15). El contenido de otros elementos como sodio, magnesio, aluminio, silicio o calcio sigue la misma tendencia.
La masa de Fi2 Ceti es un 14% mayor que la masa solar.
Es una estrella más joven que el Sol, cuya edad es de 4600 millones de años; diversos estudios sitúan la edad de Fi2 Ceti entre los 1000 y los 1445 millones de años.
Por otra parte, podría ser una binaria espectroscópica así como una estrella variable; ninguno de estos aspectos ha sido confirmado.